# Оровілл (Вашингтон)
Оровілл (англ. Oroville) — місто (англ. city) в США, в окрузі Оканоган штату Вашингтон. Населення — 1795 осіб (2020).

## Географія
Оровілл розташований за координатами 48°56′46″ пн. ш. 119°25′38″ зх. д. / 48.94611° пн. ш. 119.42722° зх. д. (48.946055, -119.427208).  За даними Бюро перепису населення США в 2010 році місто мало площу 4,35 км², з яких 4,26 км² — суходіл та 0,09 км² — водойми. В 2017 році площа становила 4,71 км², з яких 4,38 км² — суходіл та 0,33 км² — водойми.

## Демографія
Згідно з переписом 2010 року, у місті мешкало 1686 осіб у 698 домогосподарствах у складі 434 родин. Густота населення становила 388 осіб/км².  Було 797 помешкань (183/км²).
Расовий склад населення:
| - 78,8 % — білих - 2,4 % — корінних американців - 1,1 % — азіатів - 0,8 % — чорних або афроамериканців - 0,1 % — вихідців з тихоокеанських островів - 12,7 % — осіб інших рас |

До двох чи більше рас належало 4,2 %. Частка іспаномовних становила 21,4 % від усіх жителів.
За віковим діапазоном населення розподілялося таким чином: 26,2 % — особи молодші 18 років, 57,1 % — особи у віці 18—64 років, 16,7 % — особи у віці 65 років та старші. Медіана віку мешканця становила 39,4 року. На 100 осіб жіночої статі у місті припадало 97,0 чоловіків;  на 100 жінок у віці від 18 років та старших — 92,1 чоловіків також старших 18 років.
Середній дохід на одне домашнє господарство  становив 38 474 долари США (медіана — 30 082), а середній дохід на одну сім'ю — 43 272 долари (медіана — 32 188). Медіана доходів становила 40 363 долари для чоловіків та 25 179 доларів для жінок. За межею бідності перебувало 35,5 % осіб, у тому числі 61,2 % дітей у віці до 18 років та 20,0 % осіб у віці 65 років та старших.
Цивільне працевлаштоване населення становило 795 осіб. Основні галузі зайнятості: освіта, охорона здоров'я та соціальна допомога — 19,1 %, роздрібна торгівля — 14,6 %, сільське господарство, лісництво, риболовля — 12,7 %.